# 토르스텐 포스
토르스텐 포스(독일어: Torsten Voss, 1963년 3월 24일 ~ )는 1980년대 후반부터 1990년대 후반까지 활약한 독일의 육상 선수이자 봅슬레이 선수이다. 동독 시대에는 육상 선수로, 독일의 재통일 이후에는 봅슬레이 선수로 활약했다.
메클렌부르크포어포메른주 귀스트로에서 태어난 포스는 로마에서 열린 1987년 세계 육상 선수권 대회에서 10종 경기의 세계 타이틀을 우승할 때 가장 큰 성공을 거두었다. 그는 8,680점의 개인 최고 득점을 이루어 그해의 동독의 스포츠맨으로 선택되었다. 1988년 서울 하계 올림픽에서 그는 동료 선수였던 크리스티안 솅크에 밀려 은메달을 땄다. 9,680점의 개인 최고 득점은 위르겐 힝젠, 우베 프라이무트, 지그프리트 벤츠와 프랑크 부제만에 이어 독일 10종 경기 선수들 중에 5위로 놓였다.
1994년 봅슬레이로 전향한 포스는 하랄트 추다이와 볼프강 호페를 위한 추진자였다. 그는 1개의 은메달(1997년 디르크 비제와 함께)과 2개의 동메달(1995년 추다이와, 1996년 호페와 함께)과 함께 FIBT 월드 챔피언십에서 4인 경기 종목의 3개의 메달을 획득하였다. 그는 또한 1998년 나가노 동계 올림픽에서 4인 경기 8위를 하기도 하였다.